# 가온누리소프트웨어
가온누리소프트웨어는 광고대행을 주로 하는 대한민국의 기업이다. 본사는 서울특별시 강남구 논현동에 위치한다.

## 설명
가온누리소프트웨어는 2015년에 설립된 중소기업이다. 자회사로는 가온누리비즈, 가온누리정보시스템, 가온누리엘에스피가 있다. 가온누리소프트웨어는 다른 기업들의 광고를 계획하고 실행해주는 역할을 주로 수행하며 회의실에서는 광고에 대한 정책과 토론을 펼치기도 한다. 강남세무서가 관할세무서가 되며 기업의 대표는 이채원이다.

## 같이 보기
- 기업
- 소프트웨어